# Josef Suk (violinist)

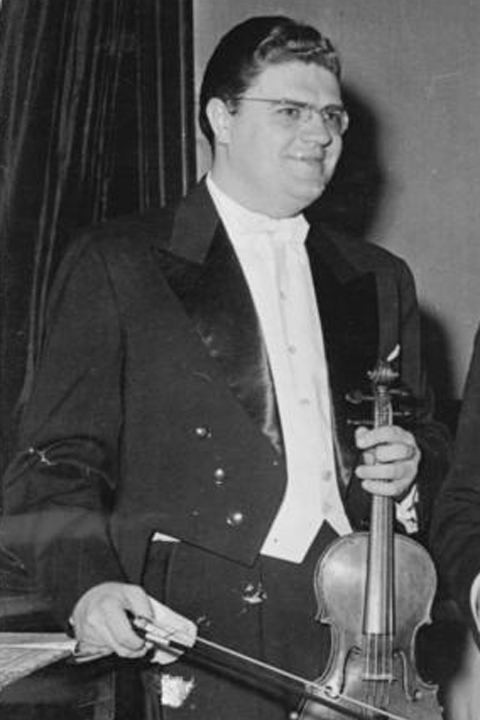
Josef Suk

Josef Suk, född 8 augusti 1929, död 6 juli 2011, var en tjeckisk violinist, violast och dirigent. Suk var sonson till tonsättaren Josef Suk, och därmed sonson till Antonín Dvořáks dotter.
Suks musikaliska talang upptäcktes tidigt av Jaroslav Kocián som kom att bli Suks lärare till sin död 1950. Suks debut i Prag 1954 ledde snabbt till en internationell karriär. Han studerade såväl vid musikkonservatoriet i Prag som vid Prags akademi för scenisk konst. År 1974 grundade han sin egen kammarorkester, Sukův komorní orchestr.
Suk spelade på exklusiva instrument byggda av Antonio Stradivari (1729), Giuseppe Guarneri "del Gesu" (1744) och Giovanni Battista Guadagnini (1758).